# Peter Odemwingie
Peter Osaze Odemwingie (russisk: Питер Осазе Одемвингие; født 15. juli 1981) er en fodboldspiller fra Nigeria. Gennem karrieren har han blandt andet repræsenteret West Bromwich og Stoke i England.
Odemwingie har (pr. april 2018) spillet 63 kampe for det nigerianske landshold.